# Televisión Nacional de Chile
Televisión Nacional de Chile (TVN) er en chilensk public service-tv-station. Det blev grundlagt ved ordre fra præsident Eduardo Frei Montalva, og det blev lanceret landsdækkende den 18. september 1969. Siden da er virksomheden blevet omorganiseret ved flere lejligheder, og dens driftsområder er steget gennem årene og blevet en af de førende tv-tv-selskaber i Chile og Sydamerika.